# Gymnammodytes capensis
Gymnammodytes capensis är en fiskart som först beskrevs av Barnard 1927.  Gymnammodytes capensis ingår i släktet Gymnammodytes och familjen tobisfiskar. Inga underarter finns listade i Catalogue of Life.